# 自由中國 (名稱)
自由中國（英語：Free China）是冷戰時期對1949年遷台後的中華民國的代稱，主要由中華民國本身:136、西方國家、大韓民國使用。相對概念為別稱為「紅色中國」或「共產中國」的中華人民共和國。

## 背景
1949年底中華民國政府遷台，之後多次擊退中国人民解放军進攻，並在仍然實際控制的自由地區鎮壓與打擊中國共產黨的活動。在制度及意識形態上中華民國與西方國家親近。

## 使用

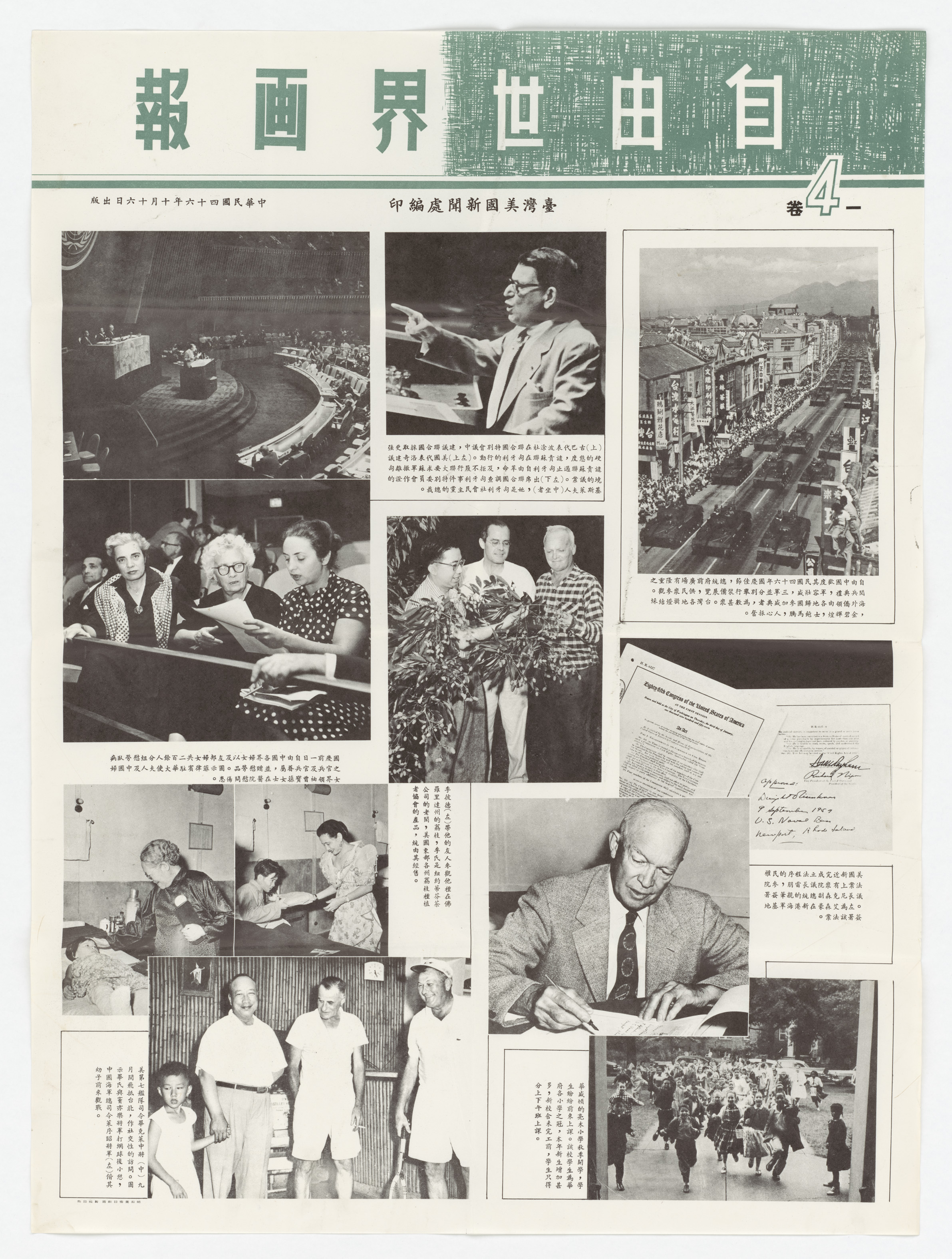
《自由世界畫報》（Free World Pictorial），是美國新聞處於冷戰時期在台灣發行的半月刊，每期約9000份，主旨是宣傳美國，以及中华民国与美国的合作。當中以自由中國稱呼中華民國。

1949年6月29日，《中央日報》刊登前行政院副院長兼外交部长吴铁城所述的消息“自由中国运动正酝酿发起中”。此后，中华民国各类组织、媒体开始大量使用“自由中国”一词。1949年11月创刊的《自由中国》杂志被视为自由中国运动的延伸。1951年至1953年，美国中情局以日本为基地，开展针对的中华人民共和国的情报活动，称为“自由中国抵抗运动”，负责人蔡文治。此项情报活动虽非中華民國政府领导，但仍被视为自由中国运动一部分:133—138。
1956年7月，行政院新聞局在西德首都波昂設立自由中國新聞社。1961年7月15日於丹麥首都哥本哈根設立自由中國新聞資料供應社、12月31日設立比利時自由中國新聞資料供應社。
1982年10月，苏联异见作家、诺贝尔文学奖得主索忍尼辛应吴三连之请访问台湾，曾以《致自由中國》为题在台北中山堂发表演说，称“在這裡三十三年來不斷地向全世界顯示着，如果中國大陸不淪入共黨之手，整個中國都會達到像台灣一樣高度發展的水平。“你們也有一個更大更光明的希望，那就是被奴役國家的人民，不會無限度的忍耐下去，當他們的統治者們面臨嚴重危機的時候，他們就會揭竿而起來推翻暴政。”
2020年4月，美国企业研究院研究员丹妮尔·普莱特卡与马克·蒂森以《无论你喜欢与否，台湾就是自由中国》为题撰文。文中对中华民国抗击2019冠状病毒病疫情的成功表示赞扬，称台湾岛主体民族就是，只要名称是“中华民国”，台湾就不只应承认和“人民共和国”的不同，更应拥抱“中华民国”。
2021年1月8日，美国国务卿蓬佩奥宣布美国驻联合国大使凯莉·克拉夫特将于近期访问台湾，并称台湾「展現出一個『自由中國』所能達成的成就」。